# 刘万鸣
刘万鸣（1968年—），男，汉族，河北人，中华人民共和国政治人物。现任中国国家博物馆副馆长、学术委员会委员，中国美术家协会理事。第十三、十四届全国政协委员。